# Gutek Film
Gutek Film (GF) – firma dystrybucyjna założona w 1994 w Warszawie przez Romana Gutka. 
Zajmuje się promocją i dystrybucją światowego kina. Przez lata działalności firma wypromowała na polskim rynku takich reżyserów, jak: Peter Greenaway, Pedro Almodovar, Lars von Trier, Mike Leigh, Jim Jarmusch, Derek Jarman, Park Chan-wook, Paul Cox czy Wong Kar-Wai. Około 300 produkcji, które dotychczas wprowadziła do polskich kin firma Gutek Film, obejrzało ponad 14 milionów widzów.
Premiery organizowane przez Gutek Film często uświetniają swoją obecnością twórcy. W ostatnich latach gośćmi byli między innymi: Wim Wenders, Peter Greenaway, Michaelangelo Antonioni, Mira Sorvino, Liv Ullmann, Paul Auster, bracia Quay, Sophie Marceau, Andrzej Żuławski, Lena Endre, Darren Aronofsky, François Ozon, Geraldine Chaplin, Gus van Sant, Otar Ioseliani, Lech Majewski, Petr Zelenka i wielu innych.
Od 1994 przedsiębiorstwo prowadzi kino „Muranów” w Warszawie. Na jego repertuar składają się oprócz seansów repertuarowych liczne festiwale, retrospektywy oraz przeglądy. Obejmują one Przegląd Nowego Kina Francuskiego, Festiwal Filmowy Pięć Smaków, Międzynarodowy Festiwal Filmowy Watch Docs, Festiwal Filmowy Żydowskie Motywy, Festiwal Nowego Kina Włoskiego Cinema Italia Oggi, Tydzień Filmu Niemieckiego. W 2022 do tej listy doszły wznowione Konfrontacje filmowe, które zwykły odbywać się w Warszawie (późnej także w innych miastach Polski) w latach 1958–1993.
Kino zrzeszone jest w krajowej Sieci Kin Studyjnych oraz od 1994 należy do sieci kin Europa Cinemas, promującej europejskie filmy. Jest laureatem Nagrody Polskiego Instytutu Sztuki Filmowej 2006/2007 dla Najlepszego Kina i Europa Cinemas Award za najlepszy program repertuarowy spośród wszystkich kin w sieci w roku 2003.

## Krytyka
W latach 2005–2009 firma zaangażowała się w działalność przeciw kulturze fansubberów (wolontariuszy niekomercyjnie tłumaczących i udostępniających napisy do filmów), krytykując ich za „zły stan rynku DVD w Polsce”. W 2009 roku firma zmieniła swoje podejście i zaczęła współpracować ze środowiskiem tłumaczy-wolontariuszy.